# Disphragis santiago
Disphragis santiago är en fjärilsart som beskrevs av William Schaus 1904. Disphragis santiago ingår i släktet Disphragis och familjen tandspinnare. Inga underarter finns listade i Catalogue of Life.